# 烏格利奇
57°32′N 38°19′E / 57.533°N 38.317°E
烏格利奇（俄语：У́глич）或烏格里奇是俄罗斯雅罗斯拉夫尔州西部的城市，臨伏爾加河，距雅羅斯拉夫爾92公里。2002年人口38,260人。
傳統的建城年份為937年，1148年首次見於文獻。1591年沙皇伊凡四世的幼子烏格里奇的德米特里命喪此地，至此開始俄羅斯空位時期。

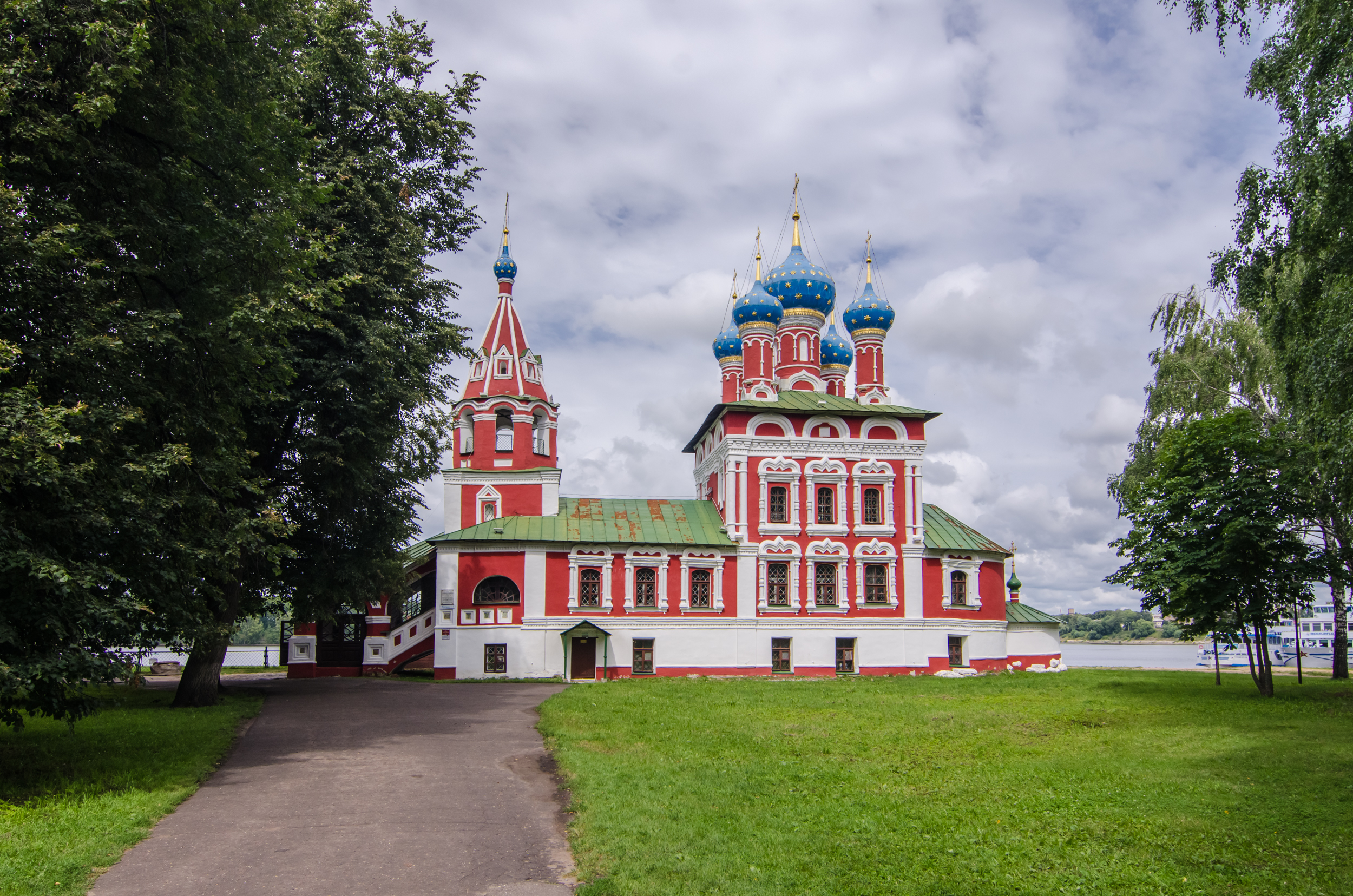
紀念德米特里皇子的德米特里滴血教堂